# Dune (danceact)
Dune is een Duitse muziekgroep. Ze maken vooral een mix van happy hardcore en rave.

## Geschiedenis
De formatie werd opgericht door dj Oliver Froning (Münster, 25 juli 1963), Jens Oettrich (Hamm, 6 maart 1968) en Bernd Burhoff (Münster, 25 september 1969). Dune heeft sinds 1995 verschillende zangeressen gehad: Verena von Strenge, Vanessa Hörster en Tina Lacebal.
Verena von Strenge is de bekendste van de drie zangeressen. Zij zong in de hoogtijdagen van Dune de teksten van de liedjes. Aanvankelijk was ze achtergronddanseres, maar voor het nummer "Are you ready to fly" mocht ze optreden als zangeres. Totdat zij, in de vorm van een eigen zangcarrière - die echter nooit succesvol is geweest - haar eigen weg koos, was ze een vast lid van de formatie.
Tijdens de happy hardcore en rave-rage in Nederland heeft Dune een aantal grote hits gehad. De hits "Are you ready to fly", "Hardcore vibes", "Can't stop raving", "Million miles from home", "Rainbow to the stars", "Hand in hand" en "Who wants to live forever" haalden hoge noteringen in zowel de Nederlandse Top 40 op Radio 538 als de publieke hitlijst; de Mega Top 50 op Radio 3FM. Nadat de happy hardcore en rave-rages over hun hoogtepunt heen waren, behaalde de groep in Nederland geen noteringen meer in beide hitlijsten, maar in Duitsland nog wel.
Sinds 2014 is Dune weer actief en in 2016 verscheen de single "Magic carpet ride".

## Discografie

### Albums
| Album met eventuele hitnotering(en) in de Nederlandse Album Top 100 | Datum van verschijnen | Datum van binnenkomst | Hoogste positie | Aantal weken | Opmerkingen   |
| ------------------------------------------------------------------- | --------------------- | --------------------- | --------------- | ------------ | ------------- |
| Dune                                                                | 31-07-1995            | 17-02-1996            | 59              | 12           |               |
| Expedicion                                                          | 10-04-1996            | 04-05-1996            | 34              | 14           |               |
| Live!                                                               | 02-09-1996            | 21-09-1996            | 45              | 7            |               |
| Forever                                                             | 12-1996               | 01-02-1997            | 63              | 5            |               |
| Forever and ever                                                    | 23-11-1998            | -                     | -               | -            |               |
| History - The very best of                                          | 23-10-2000            | -                     | -               | -            | Verzamelalbum |

### Singles
| Single met eventuele hitnotering(en) in de Nederlandse Top 40 | Datum van verschijnen | Datum van binnenkomst | Hoogste positie | Aantal weken | Opmerkingen             |
| ------------------------------------------------------------- | --------------------- | --------------------- | --------------- | ------------ | ----------------------- |
| Hardcore Vibes                                                | 1995                  | 1995                  | 8               | 14           |                         |
| Are you ready to fly                                          | 1995                  | 1995                  | 15              | 6            |                         |
| Can't stop raving                                             | 1995                  | 1995                  | 9               | 9            |                         |
| Rainbow to the stars                                          | 1996                  | 1996                  | 10              | 8            | Dancesmash op Radio 538 |
| Hand in hand                                                  | 1996                  | 1996                  | 7               | 11           |                         |
| Million miles from home                                       | 1996                  | 1996                  | 12              | 9            |                         |
| Who Wants to Live Forever                                     | 1996                  | 1996                  | 9               | 10           |                         |